# Condado de San Diego
El condado de San Diego (en inglés: San Diego County), fundado en 1850, es uno de los 58 condados del estado estadounidense de California. En el año 
2010, el condado tenía una población de 3 222 466 habitantes y una densidad poblacional de 275 personas por km², convirtiéndolo en el quinto cóndado más poblado de los Estados Unidos y el segundo en California. La sede del condado es San Diego.

## Historia
El área actual de San Diego era habitado por más de 10 000 años por varias tribus indígenas, incluyendo los kumiai (Diegueños), luiseños, cupeños, y cahuillas.
El primer europeo en llegar a San Diego fue Juan Rodríguez Cabrillo, un navegante de origen español, en trabajo para el rey de España, que desembarcó de su barco, el San Salvador, en la bahía de San Diego en 1542. En noviembre de 1602, Sebastián Vizcaíno fue enviado para trazar un mapa de la costa de California. Después de examinar el puerto, nombró el área por San Diego de Alcalá, un franciscano español.
La colonización del condado empezó con la fundación de la Misión San Diego de Alcalá por el padre Junípero Serra, un franciscano español, y sus seguidores. Esta misión fue destruida por los nativos, asesinando a diversos misioneros, el más conocido de todos el fraile Luis Jaume. 
El condado era parte del Virreinato de la Nueva España. Posteriormente, se convirtió en parte del estado mexicano de Alta California, entre 1821 a 1848.
En 1850, el condado de San Diego fue uno de los condados originales del estado de California cuando este se unió a la Unión. Partes del Condado fueron divididas para crear el condado de Riverside (1893) y el condado de Imperial (1907).

## Geografía
Según la Oficina del Censo, el condado tiene un área total de 11 722 km² (4525,9 mi²), de la cual 10 878 km² (4200,0 mi²) es tierra y 844 km² (325,9 mi²) (7,20 %) es agua.
Cuenta con 96 km de la frontera con México.
La topografía es bastante variada en el condado. En el oeste hay setenta millas de costa. Montañas con picos nevados se localizan en el noreste, con el desierto de Sonora en el oriente extremo. El parque nacional Cleveland Forrest se encuentra en el sureste.
El condado se divide en dos, siendo "North County" (la porción norte) una región más conservadora y rural.

## Demografía
Según la Oficina del Censo, en 2006, había 2.941.454 personas, 1.067.846 hogares, y 663.449 familias que residían en el condado. La densidad de población era de 670 personas por milla cuadrada (259/km²). Había 1.118.410 viviendas en una densidad media de 248 por milla cuadrada (96/km²). La composición racial del condado era de 69,5 % blancos, el 5,2 % negros o afroamericanos, el 0,7 % amerindios, el 10,2 % asiáticos, 0,4 % isleños del Pacífico, el 10,3 % de otras razas, y el 3,6 % de dos o más razas. El 29,9 % de la población eran hispanos o latinos de cualquier raza. El 67,0 %  de la población habla Inglés, español 21,9 %, 3,1 % tagalo y el 1,2 % vietnamita como primera lengua.
En 2000 había 994.677 hogares de los cuales 33,9 % tenían niños menores de 18 que vivían con ellos, el 50,7 % eran parejas casadas viviendo juntas, el 11,6 % tenían a una mujer divorciada como la cabeza de la familia y el 33,3 % no eran familias. El 24,2 % de todas las viviendas estaban compuestas por individuos y el 7,9 % tenían a alguna persona anciana de 65 años de edad o más. El tamaño del hogar promedio era de 2,73 y el tamaño promedio de una familia era de 3,29.
En el condado la composición por edad era del 25,7 % menores de 18 años, el 11,30 % tenía entre 18 a 24 años, el 32,0 % de 25 a 44, el 19,8 % entre 45 a 64, y el 11,2 % tenía más de 65 años de edad o más. La edad promedio era 33 años. Por cada 100 mujeres había 101,2 varones. Por cada 100 mujeres mayores de 18 años había 99,7 varones.
El ingreso promedio en 2008 para una vivienda en el condado era de 63.727 $, y la renta media para una familia era 74.593 $. En 2000 Los varones tenían una renta media de 36.952 dólares contra 30.356 para las mujeres. El ingreso per cápita del condado en 2008 era de 30.898 $. Alrededor del 8,9 % de las familias y el 12,4 % de la población estaban por debajo del umbral de pobreza, el 16,5 % eran menores de 18 años de edad y el 6,8 % eran mayores de 65 años.
| Población del censo de los Estados Unidos de 2010 | Población del censo de los Estados Unidos de 2010 | Población del censo de los Estados Unidos de 2010 | Población del censo de los Estados Unidos de 2010 | Población del censo de los Estados Unidos de 2010 | Población del censo de los Estados Unidos de 2010 | Población del censo de los Estados Unidos de 2010 | Población del censo de los Estados Unidos de 2010 | Población del censo de los Estados Unidos de 2010 | Población del censo de los Estados Unidos de 2010 |
| ------------------------------------------------- | ------------------------------------------------- | ------------------------------------------------- | ------------------------------------------------- | ------------------------------------------------- | ------------------------------------------------- | ------------------------------------------------- | ------------------------------------------------- | ------------------------------------------------- | ------------------------------------------------- |
| El Condado                                        | Total Población                                   | Blancos                                           | Afroamericanos                                    | Amerindios                                        | Asiáticos                                         | Isleños del Pacífico                              | otras razas                                       | dos o más razas                                   | Hispanos o Latinos (de cualquier raza)            |
| Condado de San Diego                              | 3.095.313                                         | 1.981.442                                         | 158.213                                           | 26.340                                            | 336.091                                           | 15.337                                            | 419.465                                           | 158.425                                           | 991.348                                           |
| Ciudades                                          | Total Población                                   | Blancos                                           | Afroamericanos                                    | Amerindios                                        | Asiáticos                                         | Isleños del Pacífico                              | otras razas                                       | dos o más razas                                   | Hispanos or Latinos (de cualquier raza)           |
| Carlsbad                                          | 105.328                                           | 87.205                                            | 1.379                                             | 514                                               | 7.460                                             | 198                                               | 4.189                                             | 4.383                                             | 13.988                                            |
| Chula Vista                                       | 243.916                                           | 130.991                                           | 11.219                                            | 1.880                                             | 35.042                                            | 1.351                                             | 49.171                                            | 14.262                                            | 142.066                                           |
| Coronado                                          | 18.912                                            | 16.668                                            | 399                                               | 103                                               | 572                                               | 55                                                | 457                                               | 658                                               | 2.302                                             |
| Del Mar                                           | 4.161                                             | 3.912                                             | 10                                                | 8                                                 | 118                                               | 3                                                 | 25                                                | 85                                                | 175                                               |
| El Cajón                                          | 99.478                                            | 68.897                                            | 6.306                                             | 835                                               | 3.561                                             | 495                                               | 12.552                                            | 6.832                                             | 28.036                                            |
| Encinitas                                         | 59.518                                            | 51.067                                            | 361                                               | 301                                               | 2.323                                             | 91                                                | 3.339                                             | 2.036                                             | 8.138                                             |
| Escondido                                         | 143.911                                           | 86.876                                            | 3.585                                             | 1.472                                             | 8.740                                             | 350                                               | 36.507                                            | 6.381                                             | 70.326                                            |
| Imperial Beach                                    | 26.324                                            | 16.467                                            | 1.170                                             | 266                                               | 1.731                                             | 188                                               | 4.764                                             | 1.738                                             | 12.893                                            |
| La Mesa                                           | 57.065                                            | 40.964                                            | 4.399                                             | 431                                               | 3.289                                             | 318                                               | 4.326                                             | 3.338                                             | 11.696                                            |
| Lemon Grove                                       | 25.320                                            | 13.072                                            | 3.495                                             | 225                                               | 1.624                                             | 275                                               | 4.828                                             | 1.801                                             | 10.435                                            |
| National City                                     | 58.582                                            | 24.725                                            | 3.054                                             | 618                                               | 10.699                                            | 482                                               | 16.175                                            | 2.829                                             | 36.911                                            |
| Oceanside                                         | 167.086                                           | 109.020                                           | 7.873                                             | 1.385                                             | 11.081                                            | 2.144                                             | 25.886                                            | 9.697                                             | 59.947                                            |
| Poway                                             | 47.811                                            | 36.781                                            | 783                                               | 265                                               | 4.853                                             | 106                                               | 2.944                                             | 2.079                                             | 7.508                                             |
| San Diego                                         | 1.307.402                                         | 769.971                                           | 87.949                                            | 7.696                                             | 207.944                                           | 5.908                                             | 161.246                                           | 66.688                                            | 376.020                                           |
| San Marcos                                        | 83.781                                            | 53.235                                            | 1.967                                             | 591                                               | 7.518                                             | 322                                               | 15.853                                            | 4.295                                             | 30.697                                            |
| Santee                                            | 53.413                                            | 44.083                                            | 1.057                                             | 409                                               | 2.044                                             | 253                                               | 2.677                                             | 2.890                                             | 8.699                                             |
| Solana Beach                                      | 12.867                                            | 11.039                                            | 60                                                | 62                                                | 513                                               | 19                                                | 738                                               | 436                                               | 2,048                                             |
| Vista                                             | 93.834                                            | 59.551                                            | 3.137                                             | 1.103                                             | 3.979                                             | 677                                               | 20,423                                            | 4.964                                             | 45.380                                            |
| Lugares designados por el censo                   | Población total                                   | Blancos                                           | Afroamericanos                                    | Amerindios                                        | Asiáticos                                         | Isleños del Pacífico                              | otras razas                                       | dos o más razas                                   | Hispanos o Latinos (de cualquier raza)            |
| Alpine                                            | 14.236                                            | 12,424                                            | 167                                               | 222                                               | 319                                               | 39                                                | 576                                               | 489                                               | 2,081                                             |
| Bonita                                            | 12.538                                            | 8,382                                             | 466                                               | 109                                               | 1,200                                             | 80                                                | 1,681                                             | 620                                               | 5,106                                             |
| Bonsall                                           | 3.982                                             | 3,194                                             | 67                                                | 28                                                | 138                                               | 10                                                | 376                                               | 169                                               | 893                                               |
| Borrego Springs                                   | 3.429                                             | 2,766                                             | 20                                                | 34                                                | 22                                                | 5                                                 | 500                                               | 82                                                | 1,218                                             |
| Bostonia                                          | 15.379                                            | 10,891                                            | 1,011                                             | 102                                               | 375                                               | 89                                                | 1,781                                             | 1,130                                             | 3,941                                             |
| Boulevard                                         | 315                                               | 272                                               | 2                                                 | 7                                                 | 3                                                 | 0                                                 | 14                                                | 17                                                | 44                                                |
| Campo                                             | 5.200                                             | 3,730                                             | 501                                               | 83                                                | 151                                               | 80                                                | 305                                               | 350                                               | 1,157                                             |
| Camp Pendleton North                              | 10.616                                            | 7,530                                             | 992                                               | 146                                               | 299                                               | 41                                                | 725                                               | 883                                               | 2,586                                             |
| Camp Pendleton South                              | 2.684                                             | 2,083                                             | 114                                               | 90                                                | 31                                                | 6                                                 | 248                                               | 112                                               | 794                                               |
| Casa de Oro-Mount Helix                           | 18.762                                            | 14,881                                            | 1,108                                             | 89                                                | 593                                               | 96                                                | 996                                               | 999                                               | 3,235                                             |
| Crest                                             | 2.593                                             | 2,329                                             | 23                                                | 21                                                | 38                                                | 7                                                 | 90                                                | 85                                                | 319                                               |
| Descanso                                          | 1.423                                             | 1,290                                             | 5                                                 | 29                                                | 16                                                | 9                                                 | 46                                                | 28                                                | 150                                               |
| Eucalyptus Hills                                  | 5.313                                             | 4,566                                             | 195                                               | 58                                                | 87                                                | 6                                                 | 187                                               | 214                                               | 782                                               |
| Fairbanks Ranch                                   | 3.148                                             | 2,780                                             | 24                                                | 7                                                 | 209                                               | 4                                                 | 34                                                | 90                                                | 224                                               |
| Fallbrook                                         | 30.534                                            | 20,454                                            | 489                                               | 233                                               | 592                                               | 71                                                | 7,372                                             | 1,323                                             | 13,800                                            |
| Granite Hills                                     | 3.035                                             | 2,617                                             | 43                                                | 26                                                | 45                                                | 9                                                 | 158                                               | 137                                               | 401                                               |
| Harbison Canyon                                   | 3.841                                             | 3,404                                             | 12                                                | 74                                                | 71                                                | 6                                                 | 145                                               | 129                                               | 623                                               |
| Hidden Meadows                                    | 3.485                                             | 2,865                                             | 66                                                | 11                                                | 318                                               | 6                                                 | 93                                                | 126                                               | 329                                               |
| Jacumba                                           | 561                                               | 389                                               | 4                                                 | 15                                                | 6                                                 | 0                                                 | 114                                               | 33                                                | 207                                               |
| Jamul                                             | 6.163                                             | 5,300                                             | 127                                               | 28                                                | 146                                               | 10                                                | 294                                               | 258                                               | 1,188                                             |
| Julian                                            | 1.502                                             | 1,341                                             | 5                                                 | 27                                                | 12                                                | 0                                                 | 81                                                | 36                                                | 195                                               |
| La Presa                                          | 34.169                                            | 15.064                                            | 4.428                                             | 282                                               | 3.212                                             | 410                                               | 8.238                                             | 2.535                                             | 16.150                                            |
| Lago San Marcos                                   | 4.437                                             | 3,978                                             | 37                                                | 20                                                | 133                                               | 3                                                 | 186                                               | 80                                                | 464                                               |
| Lakeside                                          | 20.648                                            | 17,545                                            | 235                                               | 181                                               | 351                                               | 53                                                | 1,327                                             | 956                                               | 3,627                                             |
| Monte Laguna                                      | 57                                                | 55                                                | 0                                                 | 0                                                 | 1                                                 | 0                                                 | 1                                                 | 0                                                 | 1                                                 |
| Pine Valley                                       | 1.510                                             | 1,408                                             | 6                                                 | 6                                                 | 16                                                | 1                                                 | 20                                                | 53                                                | 154                                               |
| Potrero                                           | 656                                               | 338                                               | 0                                                 | 8                                                 | 0                                                 | 3                                                 | 281                                               | 26                                                | 499                                               |
| Rainbow                                           | 1.832                                             | 1.324                                             | 19                                                | 12                                                | 43                                                | 12                                                | 371                                               | 51                                                | 665                                               |
| Ramona                                            | 20.292                                            | 15.887                                            | 139                                               | 224                                               | 279                                               | 71                                                | 2,965                                             | 727                                               | 6.334                                             |
| Rancho San Diego                                  | 21.208                                            | 17.535                                            | 817                                               | 105                                               | 940                                               | 56                                                | 739                                               | 1,016                                             | 3.117                                             |
| Rancho Santa Fe                                   | 3.117                                             | 2,910                                             | 10                                                | 1                                                 | 87                                                | 4                                                 | 45                                                | 60                                                | 176                                               |
| San Diego Country Estates                         | 10.109                                            | 9,107                                             | 91                                                | 90                                                | 147                                               | 34                                                | 276                                               | 364                                               | 1,126                                             |
| Spring Valley                                     | 28.205                                            | 16,781                                            | 3,131                                             | 237                                               | 1,660                                             | 236                                               | 4,332                                             | 1,828                                             | 9.196                                             |
| Valley Center                                     | 9.277                                             | 6,785                                             | 84                                                | 188                                               | 295                                               | 16                                                | 1,484                                             | 425                                               | 2.581                                             |
| Winter Gardens                                    | 20.631                                            | 16,845                                            | 409                                               | 234                                               | 345                                               | 95                                                | 1,616                                             | 1,087                                             | 4.289                                             |
| Áreas no incorporadas                             | Población total                                   | Blancos                                           | Afroamericanos                                    | Amerindios                                        | Asiáticos                                         | Isleños del Pacífico                              | otras razas                                       | dos o más razas                                   | Hispanos o Latinos (de cualquier raza)            |
| Resto de localidades que no son CDP (total)       | 161.717                                           | 117.868                                           | 5.163                                             | 5.149                                             | 10.820                                            | 534                                               | 15.668                                            | 6.515                                             | 36.431                                            |

## Localidades

### Ciudades y pueblos
Ciudades incorporadas
- Carlsbad
- Chula Vista
- Coronado
- Del Mar
- El Cajón

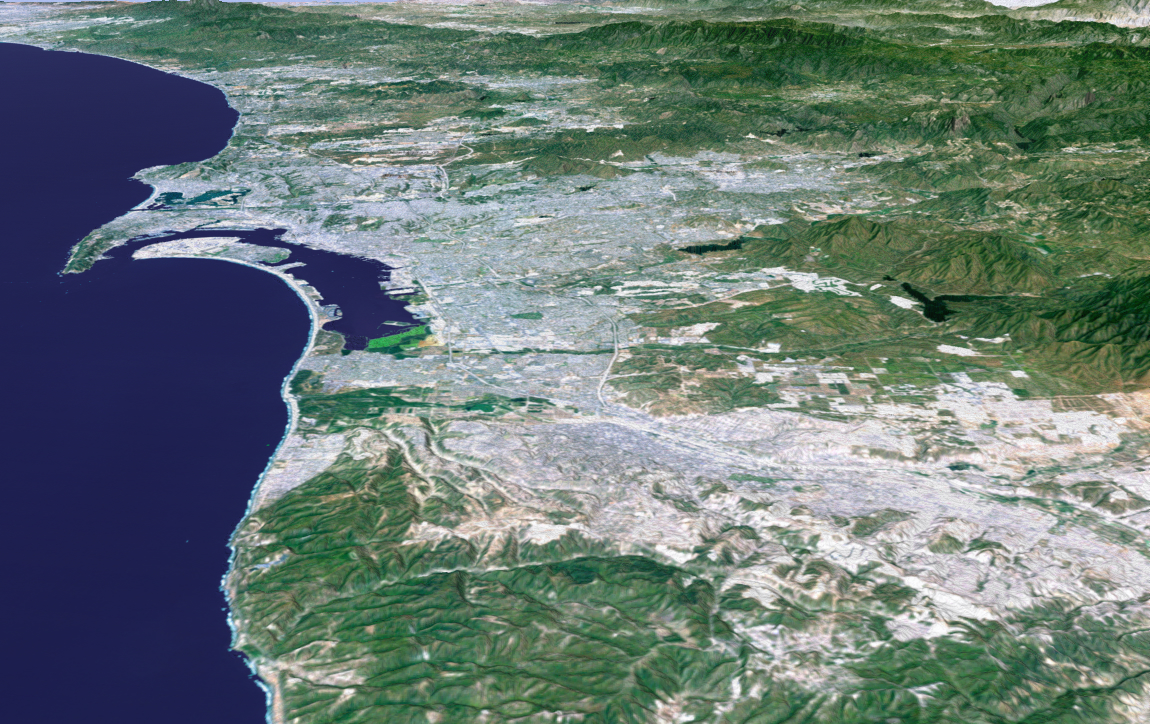
Muchas ciudades vistas desde un satélite que conforman el área metropolitana de San Diego-Tijuana.

- Encinitas (Cardiff-by-the-Sea, Leucadia, Olivenhain)
- Escondido
- Imperial Beach
- La Mesa
- Lemon Grove
- National City
- Oceanside (San Luis Rey)
- Poway
- San Diego
- San Marcos
- Santee
- Solana Beach
- Vista

### Comunidades no incorporadas
| - 4S Ranch - Agua Caliente Springs - Alpine - Banner - Barrett - Blossom Valley - Bonita - Bonsall - Borrego Springs - Bostonia - Boulevard - Camp Pendleton North - Camp Pendleton South - Campo - Casa de Oro-Mount Helix - Crest - Cuyamaca - Dehesa - Del Dios - De Luz - De Luz Heights - Descanso - Dulzura | - East San Diego - Eucalyptus Hills - Fairbanks Ranch - Fallbrook - Fernbrook - Flinn Springs - Five Points - Granite Hills - Guatay - Harbison Canyon - Hidden Meadows - Jacumba - Jamul - Jesmond Dene - Julián - La Presa - Lago Morena - Lago San Marcos - Lakeside - Lincoln Acres - Live Oak Springs - Manzanita - Monte Laguna - Ocotillo Wells - Otay Ranch - Pala | - Pauma Valley - Pine Hills - Pine Valley - Potrero - Pueblo Siding - Rainbow - Ramona - Ranchita - Rancho del Otay - Rancho San Diego - Rancho Santa Fe - Rincón - San Diego Country Estates - San Elijo Hills - Santa Ysabel - Shelter Valley - Spring Valley - South San Diego - Tecate - Tierra del Sol - Valley Center - Vallecitos - Warner Springs - Winter Gardens |

### Comunidades urbanas
En el condado de San Diego, muchas de las ciudades y comunidades urbanas están ubicadas en el lado sur de la Interestatal 8.

### Reservas indias
El condado de San Diego tiene 18 reservas indias reconocidas federalmente, más que cualquier otro condado de los Estados Unidos. Aunque la mayoría de ellas tienen el mismo tamaño que las del resto de California (en la cual son llamadas "Rancherías"), las reservas son relativamente pequeñas respecto al estándar nacional, y juntas ocupan un total de 518,5 km² (200,2 millas cuadradas) de área.
- Reserva Indígena Barona
- Reserva Indígena Campo
- Reserva Indígena Capitán Grande
- Reserva Indígena Cuyapaipe
- Reserva Indígena Inaja y Cosmit
- Reserva Indígena Villa Jamul

- Reserva Indígena La Jolla
- Reserva Indígena La Posta
- Reserva Indígena Los Coyotes
- Reserva Indígena Manzanita
- Reserva Indígena Mesa Grande
- Reserva Indígena Pala

- Reserva Indígena Pauma y Yuima
- Reserva Indígena Rincón
- Reserva Indígena San Pasqual
- Reserva Indígena Santa Ysabel
- Reserva Indígena Sycuan
- Reserva Indígena Viejas

### Áreas protegidas nacionales
- Monumento Nacional Cabrillo
- Bosque Nacional Cleveland (parte)
- Complejo Refugio Nacional de Vida Salvaje de San Diego, en la cual incluye otros refugios de vida salvaje:[3]
  - Parte sur de la bahía de San Diego
  - La Marisma Sweetwater
  - Refugio Nacional de Vida Silvestre Abismo de Tijuana
  - Refugio Nacional de Vida Salvaje Playa Seal (ubicado en el Condado de Orange)
  - Refugio Nacional de Vida Salvaje San Diego

### Parques Estatales y áreas protegidas
- Parque Estatal Desierto de Anza-Borrego (algunas partes están en el condado de Imperial y Riverside)
- Silver Strand
- Reserva Estatal Torrey Pines
- Parque Estatal Cuyamaca Rancho
- Parque Estatal Monte Palomar
- Parque Histórico Estatal Campo de Batalla de San Pasqual

- Parque Histórico Estatal Viejo San Diego
- Parque Estatal Border Field
- Reserva Natural del Estuario de Investigación Río Tijuana
- Playa Estatal San Onofre
- Playa Estatal Moonlight
- Playa Estatal Carlsbad
- Playa Estatal Carlsbad Sur

- Playa Estatal Leucadia
- Playa Estatal San Elijo
- Playa Estatal Cardiff
- Playa Estatal Torrey Pines
- Playa Estatal Silver Strand

### Montañas
- Sierra de Cuyamaca
- Sierra de In-Ko-Pah
- Sierra de Jacumba
- Sierra de Laguna
- Sierra del Palomar
- Cordillera Peninsular
- Sierra de San Ysidro
- Sierra del Volcán

El condado cuenta con 236 cumbres de montañas y picos incluyendo a:
- Montaña San Miguel
- Montaña Black
- Pico de Cuyamaca (segundo punto más alto del condado de San Diego)
- Monte Cowles (punto más alto en la ciudad de San Diego)
- Monte Helix
- Monte Hot Springs (punto más alto del condado de San Diego)
- Monte Soledad
- Monte Stonewall
- Tecate Peak (Cerro de Cuchuma)

### Lagos
- Laguna de Cuyamaca
- Lago Hodges
- Laguna Santee
- Embalse Sweetwater
- Laguna de Otay
- Lago Wolford
- Embalse El Capitán
- Lago Poway

- Embalse Sutherland
- Lago Henshaw
- Lake Murray
- Embalse de San Vicente
- Lago Jennings
- Embalse Barrett
- Natural Rock Tanks
- Little Laguna

- Big Laguna
- Big Lake
- Twin Lakes
- Lago Jean
- Lago Lost
- Lago Swan

### Ríos
- Río San Diego
- Río San Luis Rey
- Río San Dieguito
- Río Sweetwater
- Río Otay
- Río Tijuana

## Infraestructura de transporte

### Autovías principales
| - Interestatal 5 - Interestatal 8 - Interestatal 15 - Interestatal 805 - Ruta Estatal 52 | - Ruta Estatal 54 - Ruta Estatal 56 - Ruta Estatal 67 - Ruta Estatal 76 - Ruta Estatal 78 | - Ruta Estatal 79 - Ruta Estatal 94 - Ruta Estatal 125 - Ruta Estatal 163 - Ruta Estatal 188 - Ruta Estatal 905 |

### Aeropuertos
- Lindbergh Field, (SAN) a.k.a. San Diego International Airport
- Montgomery Field, (MYF)
- McClellan-Palomar Airport, (CLD o CRQ) conocido como Palomar Airport, Carlsbad Airport
- Gillespie Field, (SEE) localizado en El Cajón
- Agua Caliente Airport
- Borrego Valley Airport
- Fallbrook Airport
- Jacumba Airport
- Lake Wohlford (privado, pequeño)
- Oceanside Municipal Airport
- Ocotillo Airport
- Pauma Valley (privado)
- Ramona Airport, (RNM)
- Brown Field, (SDM) (antiguo East Field, NAAS Otay Mesa y NAAS Brown Field)

## Celebridades nacidas en este condado
- Adam Brody (actor)
- Cameron Diaz (actriz)
- Jerry Trainor (actor)
- Tom DeLonge (guitarrista y cantante de blink-182)
- Mark Hoppus (bajista y cantante de blink-182)
- Dave Mustaine (cantante, guitarrista y fundador de Megadeth)